# Christian Bach
Pour les articles homonymes, voir Christian Bach (actrice) et Bach (homonymie).
Christian Bach (né le 22 mars 1979 à Meiningen) est un coureur cycliste allemand. Spécialisé dans la poursuite sur piste, il a été médaillé de la poursuite par équipes aux championnats du monde à deux reprises (2001 et 2002) et quatre fois champion d'Allemagne. Il se consacre à la route de 2007 à 2009 au sein de l'équipe Milram Continental.

## Biographie
Aux Championnats du monde juniors, en 1997, Christian Bach remporte une médaille de bronze en poursuite individuelle, et une médaille d'argent en poursuite par équipes. Au cours des années qui suivent, il se spécialise dans la poursuite par équipes. Il ne remporte pas de manche de la Coupe du monde, mais termine troisième de la poursuite par équipes aux Championnats du monde 2001 à Anvers, et deuxième l'année suivante à Copenhague. Il remporte également quatre fois le titre de champion d'Allemagne de la spécialité, chaque fois avec des partenaires différents. Il participe également à des courses de six jours, terminant ainsi 4e des Six jours de Zurich en 2009 avec Danilo Hondo. 
À partir de 2006, Bach se consacre au cyclisme sur route. Il court quelques mois pour Thüringer Energie, puis rejoint en 2007 la Milram Continental. En trois ans, il obtient sa meilleure performance sur le Tour du Loir-et-Cher 2009, où il termine deuxième de la 2e étape derrière Dmytro Kosyakov. À la fin de la saison, l'arrêt de Milram Continental le laisse sans équipe.

## Palmarès

### Championnats du monde
- 1997 - Juniors
  -  Médaillé d'argent de la poursuite par équipes
  -  Médaillé de bronze de la poursuite
- Anvers 2001
  -  Médaillé de bronze de la poursuite par équipes
- Copenhague 2002
  -  Médaillé d'argent de la poursuite par équipes

### Coupe du monde
- 2003
  - 2e de la poursuite par équipes à Moscou
- 2004-2005
  - 3e de la poursuite par équipes à Manchester

### Championnats nationaux
- Champion d'Allemagne de poursuite par équipes : 1999, 2001, 2003 et 2004

## Classements mondiaux

### Sur route
| Année           | 2007 | 2008 | 2009  |
| --------------- | ---- | ---- | ----- |
| UCI Europe Tour | nc   | nc   | 1079e |